# Ninoxe des Sulu
Ninox reyi
Espèce
Statut de conservation UICN

 VU C2a(i) : Vulnérable
Statut CITES
La Ninoxe des Sulu (Ninox reyi) est une espèce d'oiseaux des Philippines appartenant à la famille des Strigidae. Elle était autrefois considérée comme une sous-espèce de la Ninoxe des Philippines (N. philippensis).

## Répartition
Cette espèce vit aux Philippines, sur l'archipel de Sulu.